# Corosalia
Corosalia is een geslacht van hooiwagens uit de familie Cosmetidae.
De wetenschappelijke naam Corosalia is voor het eerst geldig gepubliceerd door González-Sponga in 1998. 

## Soorten
Corosalia is monotypisch en omvat slechts de volgende soort:
- Corosalia tigrina